# Hong Kong Senior Challenge Shield 2013/14
Der Hong Kong Senior Challenge Shield 2015/16 war die 112. Austragung eines K.-o.-Fußballwettbewerbs in Hongkong. Teilnehmer waren die zwölf Mannschaften der ersten Liga, der Hong Kong Premier League. Das Turnier begann am 2. November 2013 und endete mit dem Finale im Hong Kong Stadium am 12. Januar 2014. Titelverteidiger war der Wofoo Tai Po.

## Termine
| Runde         | Datum                                                                |
| ------------- | -------------------------------------------------------------------- |
| 1. Runde      | 2. November 2013 3. November 2013 9. November 2013 10. November 2013 |
| Viertelfinale | 6. Dezember 2013 7. Dezember 2013 8. Dezember 2013                   |
| Halbfinale    | 25. Dezember 2013 26. Dezember 2013                                  |
| Finale        | 12. Januar 2014                                                      |

## Erste Runde
|                                      | Ergebnis  |                  |
| ------------------------------------ | --------- | ---------------- |
| 2. November 2013 (Mong Kok Stadium)  |           |                  |
| Sunray Cave JC Sun Hei               | 2:1 n. V. | Tuen Mun SA      |
| 3. November 2013 (Mong Kok Stadium)  |           |                  |
| Yokohama FC Hongkong                 | 1:4       | Sun Pegasus      |
| 9. November 2013 (Mong Kok Stadium)  |           |                  |
| Kitchee SC                           | 1:2       | Biu Chun Rangers |
| 10. November 2013 (Mong Kok Stadium) |           |                  |
| Eastern Salon                        | 3:1       | I Sky Yuen Long  |

## Viertelfinale
|                                                | Ergebnis              |                        |
| ---------------------------------------------- | --------------------- | ---------------------- |
| 6. Dezember 2013 (Mong Kok Stadium)            |                       |                        |
| South China AA                                 | 3:1                   | Biu Chun Rangers       |
| 7. Dezember 2013 (Mong Kok Stadium)            |                       |                        |
| Royal Southern                                 | 2:1                   | Sunray Cave JC Sun Hei |
| 8. Dezember 2013 (Tseung Kwan O Sports Ground) |                       |                        |
| Citizen AA                                     | 3:3 n. V. (2:4 i. E.) | Eastern Salon          |
| 8. Dezember 2013 (Mong Kok Stadium)            |                       |                        |
| Happy Valley AA                                | 0:1                   | Sun Pegasus            |

## Halbfinale
|                                      | Ergebnis  |                |
| ------------------------------------ | --------- | -------------- |
| 25. Dezember 2013 (Mong Kok Stadium) |           |                |
| Eastern Salon                        | 2:3 n. V. | South China AA |
| 26. Dezember 2013 (Mong Kok Stadium) |           |                |
| Sun Pegasus                          | 3:2 n. V. | Royal Southern |

## Finale
|                                     | Ergebnis |                |
| ----------------------------------- | -------- | -------------- |
| 12. Januar 2014 (Hong Kong Stadium) |          |                |
| Sun Pegasus                         | 1:2      | South China AA |